# Конюхів
Кóнюхів — село в Україні, у Грабовецько-Дулібівській сільській громаді Стрийського району Львівської області. Населення становить 772 осіб станом на 2016 рік, кількість населення скорочується.

## Географія, ландшафт і архітектура
Село розташоване за 9 км від міста Стрий поруч із автошляхом міжнародного значення М06 Київ — Чоп.
В центрі села є столітня церква, виконана в бароковому стилі за проектом архітектора Василя Нагірного.
З іншої сторони вулиці — Народний дім. Поруч загальноосвітня школа, дитячий садок і магазини.

## Історія
Назва села є відблиском діянь людей княжої доби, бо свідчить про місце знаходження на цих землях великих конюшень і торговиськ кіньми. В його історії залишали свої чорні сліди татарські завойовники, польські і австро-угорські васали.
Бурхлива «Весна народів» 1848 року скасувала в Галичині кріпацтво, розкріпачила масову свідомість, давши доступ до освіти і просвіти, економічного, політичного і культурного зростання, залишила на згадку хрести, під якими похоронена неволя, але справжню волю не розгледіла. Хоча піднесла український національний рух.
4 квітня 1885 року в селі відкрита однойменна залізнична станція у складі залізниці Стрий — Сколе, яка з'єднала його зі сходом і заходом Європи, відкрила нові можливості у зв'язках зі світом.
Велика біда навалилася у 1915 році В пожежах, спричинених військовими діями між австрійським і російським військами, Конюхів частково згорів, але швидко відбудувався і став ще кращим.
Сотні людських життів зжерли епідемії тифу, холери, поліомієліту, навчивши дорожити найбільш вартісним.
Життєві обставини спонукали конюхівчан ставати борцями: зі стихіями, ворогами і, навіть, власною байдужістю, леліяти найкращу розрадницю—пісню.
Скупі згадки в де-не-де уцілілих матеріалах архівів свідчать про давній бойовий дух села, палке прагнення його мешканців до боротьби за волю. Героями-борцями тут вважалися цілі родини. Чубків і Гасинів єднав один прадід Григір. Як зазначається в другому томі «Стрийщини», давні покоління цього роду виступали в боротьбі проти панщини, пізніші дбали про розвиток села, а під час Другої світової війни були в рядах ОУН, УПА.
1 листопада 1918 року, у час перед відзначенням пам'яті Січового Стрілецтва, Конюхів «виконував половину контингенту закладників» цілого Стрийського повіту. А це значить, що не було хати, з якої хоча б один син чи донька не сиділи у в'язниці.
У ніч 31 жовтня 1918 року саме з Конюхіва понад 40 озброєних і обмундированих вояків під проводом десятників Михайла Лисейка і Михайла Чехінди взяли участь у Листопадовому зриві, що сприяв утворенню ЗУНРу. Почалося відродження українського життя, запрацювали українські інституції. За часів української влади на Стрийщині велику роль відіграли свідомі й патріотичні українські священики. Економічним провідником повіту став серед інших о. Костянтин Петрушевич, який брав участь в переобранні влади в Стрию, а з 1921 по 1938 роки був парохом Конюхіва. Духовне та громадсько — політичне життя контролювали Євген Шанковський (парох Конюхіва з 1918 по 1921 роки), а також уродженець Конюхіва отець-радник Микола Притуляк (1884—1967). Отець Микола був капеланом, польовим духівником, 2 листопада 1918 року під його проводом українська народна міліція зайняла всі установи в містечку Долина. Згодом став членом УВО-ОУН, багато років очолював «Просвіту» в м. Сколе, закладав читальні, влаштовував курси, збудував у місті Сколе Народний дім, при якому організував сиротинець. Під час Другої світової війни з 1939 по 1944 роки був парохом рідного села.
20 травня 1919 року владу знову перебрали поляки, які скоїли разючий воєнний злочин: вбивши зовсім невинну людину — отця Остапа Небанківською. У серпні село захопили червоні козаки 8-ї кінної дивізії червоної армії, які оголосили себе борцями за соборну Україну і навіть залучили до своїх лав кількох відчайдухів села, яким не пощастило сюди більше повернутися.
1924 рік, попри заборону поляків, вписав Конюхів у історію пласту Стрийщини. Тут був закладений перший і єдиний на Стрийщині пластовий курінь село-пласту. Його організація і дії мали на меті спростувати погляди на пласт як організацію лише міської молоді.
Курінь виник із числа найсвідомішої молоді з пожежно-спортивного товариства «Сокіл», «Доріст», мав сильну команду, а головне — добрих провідників, випускників гімназії Євгена-Юлія Пеленського та Олексу Гасина.

## Політика

### Парламентські вибори, 2019
На позачергових парламентських виборах 2019 року у селі функціонувала окрема виборча дільниця № 461467, розташована у приміщенні школи.
Результати
- зареєстровано 632 виборці, явка 67,88%, найбільше голосів віддано за «Європейську Солідарність» — 23,78%, за партію «Голос» — 22,61%, за «Слугу народу» — 18,41%.[2] В одномандатному окрузі найбільше голосів отримав Євгеній Гірник (самовисування) — 31,38%, за Андрія Кота (самовисування) — 18,74%, за Андрія Гергерта (Всеукраїнське об'єднання «Свобода») — 18,27%[3].

## Населення

### Мова
Розподіл населення за рідною мовою за даними перепису 2001 року:
| Мова            | Кількість | Відсоток |
| --------------- | --------- | -------- |
| українська      | 1023      | 99.32%   |
| російська       | 3         | 0.29%    |
| інші/не вказали | 4         | 0.39%    |
| Усього          | 1030      | 100%     |

## Відомі особи
За волю України самовіддано боролися десятки славних конюхівчан. Про них згадано в літописах УПА, мартиролозі Ф. Соловія, публікаціях місцевої преси. Сьогодні пам'ять про них вшановують у школі та Народному домі, розповідають про їх героїчну боротьбу і долі в сільському музеї Олекси Гасина.

### Олекса Гасин
В Конюхові народився Лицар УПА, полковник Олекса Гасин. Своїм життєвим подвигом він зробив рідний Конюхів знаним в Україні та світи Вдячна Стрийщина в самому серці Конюхова воздвигла нам 'ятник герою і нині оспівує його в піснях.
Він жив і боровсь за Вкраїну,
За вільне її майбуття.
Як «Лицар» повстанської волі,
За неї віддав він життя.
Артем Андріїв. « Пісня про Олексу Гасина».
З вигляду Олекса не різнився серед односельчан. Здобувши добру військову освіту в польських старшинських школах та Баварській військовій академії, Олекса в юнацькі роки був визначним діячем пласту в окрузі, очолював Групу української державницької молоді та юнацтва Української військової організації.
У 1929 році при створені ОУН став її членом і організаційним референтом Окружної екзекутиви. Працював у підпіллі ОУН, але був відкритий для співпраці в «Просвіті» та «Соколі», «Рідній школі». Двічі сидів за ґратами відомої тюрми Берези Картузької. У 1940 році став членом революційного проводу ОУН і членом військового штабу ОУН, а через рік — головним комендантом збройних відділів ОУН у Галичині «Українська народна самооборона», шефом штабу УПА, полковником під псевдонімом «Лицар». Він був найближчим соратником Степана Охримовича та Степана Бандери в розбудові українського національного руху.
Родина Гасина втратила трьох своїх синів, що полягли в боротьбі за Україну. Олекса Гасин, нагороджений Золотим Хрестом. Загинув 31 січня 1949 року у Львові в боротьбі з НКВС. Про О. Гасина написано десятки статей, випущені книжки та брошури.

### Ольга Гасин
Із села Конюхова була родом також майбутня дружина Олекси Гасина — Ольга Пеленичка. Вона була підпільницею Організації українських націоналістів, зв'язковою свого чоловіка та Романа Шухевича.

### Остап Стеца
Добре відоме конюхівчанам прізвище Остапа Стеци — колишнього січового стрільця, який, потрапивши в російський полон, завдяки знанню польської мови, не лише зберіг життя, а ввійшов у довіру, став генерал-майором, командуючим Варшавським військовим округом, викладачем Московської військової академії і до кінця життя підтримував зв'язок зі Стрийщиною, виступав у школі та клубі свого рідного села.

### Дмитро Притуляк
Конюхівчанина Дмитра Притуляка у 1932 році доля закинула на схід України. Став письменником, написав кілька книжок. За неточними даними у 1937 році репресований, розстріляний у Вінниці.

### Богдан Притуляк
Конюхівчанин Богдан Притуляк 26 років (1965—1991) пропрацював директором Конюхівської тоді ще восьмирічної школи. Організував будівництво нової школи, яка була відкрита в 1974 році. Будівництво велося силами сільської громади.

### Михайло Біраковський
Михайло Біраковський останні роки проживав у діаспорі, а в молодості добре прислужився землякам в українській справі. Пройшовши військову виправку в вищих школах, мав чимало знань для участі в визвольних змаганнях. З ентузіазмом працював на військових вишколах ОУН, підготував для збройної боротьби понад 300 спеціалістів, які були вправними вояками визвольних акцій УПА. В хаті його батьків збиралися відомі політичні та військові діячі: Роман Шухевич, Ярослав Старух, Степан Охримович, Іван Климів.

### Григорій Барабаш
Активний член ОУН, ад'ютант головнокомандувача національної оборони Карпатської України Сергія Єфремова, сотник батальйону «Роланд».

## Інші відомі люди
Уродженцем села є 
- Богдан Дружинець — художник.
- Євген-Юлій Пеленський — бібліограф, літературознавець, музеєзнавець, видавець, педагог, пластун.

## Поховання
Поруч з церквою — могила, де поховані 16 юнаків села, знищених катами НКВС у 1946 році.
За церквою знаходиться доглянутий цвинтар. Серед могил мешканців села є поховання конюхівчан — борців за волю України.

## Пам'ять про Олексу Гасина
У селі споруджений пам'ятник лицарю УПА Олексі Гасину. Діє сільський музей Олекси Гасина. У ньому зібрана історія XX століття про героїку Конюхіва. Директор музею — Наталя Пеленичка.